# 煽动叛乱
煽动叛乱（英語：Sedition）指意图煽动叛乱或反对政府的轻微暴乱的共谋或预备行为，以及意图或有可能煽动非法行为，使之即将发生的鼓吹、唆使行为。煽动叛乱通常包括颠覆宪法和煽动对建制权威的不满及抵制。一般情况下，煽动叛乱不被视为颠覆行为。不同法典中可起诉的行为也有不同。在法律史上，对煽动叛乱的定义曾不断发生变化。关于“危害国家安全”的国际标准，约翰奈斯堡原则第1.1原則要求这一指控应当有明确、清楚的法律定义，使个人可以明确某一具体行为属于非法行为。

## 背景
1995年，在南非舉行的国际人权会议制订了《約翰尼斯堡原則》，特别强调言论表达和信息的自由不得以国家安全的名义强加限制，除非政府能够面对独立，公正和公开的法庭，证明这些限制有法律依据，而且是为了保护合法的国家安全利益的。证明的责任一方是政府。在国际人权的规范之下，唯有在整个国家或其领土受到立刻的、来自外部或内部暴力性质的威胁时，政府方可以宣布進入“安全紧急状态”。只有在这种特殊状态下，政府才能以立法形式，对本國憲法保障的公民权利，予以临时的限制。
另外，《約翰尼斯堡原則》第2原則則特别将“国家安全利益”严格限制为“政府面对来自内部或外部的暴力或暴力威胁，保护国家存在或领土完整的能力”。在該原則第1.3原則下，所谓危害国家安全的言论，必须是政府可以证明：一、該言論對國家安全利益造成合理威脅；二、為保護該利益而作出的限制為最低限度；三、相關限制與民主原則相兼容。

## 相关国家

### 美国
在《史密斯法》中，如犯下教导、鼓吹、或者鼓励推翻或破坏政府，将会罚款或监禁不超过二十年，或两者兼并，犯案五年内不得在政府公关工作。1940年至1957年，根据《史密斯法》，大约215人被起诉，包括共产党人、无政府主义者和法西斯主义者。1957年的一系列美国最高法院的裁决将该法令下的若干定罪理由扭转为违宪。1957年，最高法院在耶茨诉合众国案中限制了丹尼斯案判决的作用，在耶茨案中，法院判决《史密斯法》“不禁止暴力推翻政府的抽象学说的宣扬”。最终，在布兰登伯格诉俄亥俄州案中判决“仅仅是鼓吹”暴力在本质上是“受保护的言论”。布兰登伯格案事实上是对丹尼斯案的推翻，明确了不受到法律保护的言论只能是造成了“迫在眉睫的不法行为”的言论。
虽然美国宪法第三條第三項亦设置颠覆罪，相似案件中，自由主义者往往认为美国的颠覆罪不危害个人自由。宾夕法尼亚大学法学院教授戴杰指出“在美国，我们只惩处鼓吹和宣传以暴力阴谋颠覆政府的人以及实际颠覆政府的行为。假如某人仅仅是发表批评政府的言论说，政府的作法错了，或者政府应该改朝换代了，只要这个人不采取实际行动颠覆政府，或者鼓吹使用武力或暴力颠覆政府，美国法律就不会来找他的麻烦。” 原北京大学讲师、中国宪政学者王天成指出，美国法典中的煽动颠覆政府罪的罪名若要成立，必须以通过暴力推翻政府为先决条件。高铭暄教授指出，征集他人签名，已经不是言论问题了，而是实施了刑法禁止的“行为”
1. 劳伦斯·马克森·韦格，1951年。[7]

### 英国
1351年，英国就有了《關於叛国的法令》，犯这种罪要受到极大的惩罚。

### 中国
- 煽动颠覆国家政权罪：中华人民共和国相关法律